# Ester Boserup

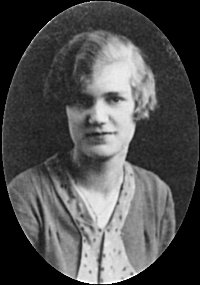
Ester Boserup

Ester Boserup (* 18. Mai 1910 in Kopenhagen; † 24. September 1999 in Genf) war eine dänische Agrarökonomin. Sie gilt als Pionierin interdisziplinärer Forschung und lieferte wichtige Beiträge zur Theorie der Agrarentwicklung sowie Gender-Forschung.

## Leben und Wirken
Ester Børgesen wurde in Kopenhagen geboren. Ihr Vater, ein Ingenieur, starb, als sie zwei Jahre alt war. Während des Studiums heiratete sie Mogens Boserup. Nach ihrem Studium arbeitete sie von 1935 bis 1947 für die dänische Regierung als Leiterin einer Planungsbehörde sowie zwischen 1947 und 1965 in Genf für die Wirtschaftskommission für Europa der Vereinten Nationen. Dort forschte sie vor allem zum Agrarhandel. Zwischen 1957 und 1960 arbeitete sie für die UN in Indien (mit ihrem Mann und Gunnar Myrdal), was einen großen Einfluss auf ihre Sicht auf landwirtschaftliche Entwicklung hatte.
1965 erschien ihr wichtigstes Buch, The Conditions of Agricultural Growth, in dem sie eine alternative Theorie zur malthusianischen Falle entwickelte. Im Kontrast zu Malthus zeigte sie, dass Bevölkerungswachstum in Entwicklungsländern zu Innovationen bei den Agrartechniken führt. Dabei führe Bevölkerungsdruck zur landwirtschaftlichen Intensivierung – der Ertrag pro Fläche steigt insbesondere durch höheren Arbeitseinsatz. Boserups Arbeit wird oft als Alternative zum Neomalthusianismus gesehen. Außerdem betonte sie, dass Subsistenz-Landwirtschaft und kommerzielle Landwirtschaft sich durch unterschiedliche Motivationsstrukturen auszeichnen. Das Buch hatte auch außerhalb der Agrarwissenschaft Einfluss, u. a. in der Anthropologie und Geographie; es erfuhr mehrere Neuauflagen und wurde mehrfach übersetzt.
Beeinflusst von ihren Erfahrungen in Indien und Senegal schrieb Boserup Women’s Role in Economic Development (1970). Sie betonte in diesem Werk die essenzielle und damals unterschätzte Rolle von Frauen in der wirtschaftlichen Entwicklung armer Länder. Das Buch wurde von den Vereinten Nationen aufgegriffen und trug zur Ausrufung der UN Decade for Women (1976–1985) bei.
Sie wurde von der Universität Wageningen (Agrarwissenschaft), Universität Kopenhagen (Wirtschaftswissenschaft) sowie Brown University jeweils mit einem Ehrendoktor ausgezeichnet. 1989 wurde sie zur foreign associate der National Academy of Sciences der USA ernannt.
Mit ihrem Ehemann, Mogens Boserup, hatte sie drei Kinder: Birte (geb. 1937), Anders (1940) und Ivan (1944).

## Werke
- The Conditions of Agricultural Growth: The Economics of Agrarian Change Under Population Pressure. Allen & Unwin, London 1965.
- Women’s Role in Economic Development. Allen & Unwin, London 1970.
- Population and Technological Change: A Study of Long-Term Trends. Chicago University Press, Chicago 1981, ISBN 978-0-226-06674-5.
- Population and Technology. Wiley-Blackwell, Oxford 1981, ISBN 978-0-631-13371-1.
- My Professional Life and Publications, 1929–1998. Museum Tusculanum Press, Copenhagen 1998, ISBN 978-87-7289-520-8.